# Læderløv
|  | Dette er en artikel om en surbundsplante af Lyng-familien. Hvis du søgte den stivbladede bregne Rumohra adiantiformis , bør du søge under Læderblad |
Læderløv (Chamaedaphne calyculata) er en stedsegrøn dværgbusk med en opstigende vækst. 

## Beskrivelse
Barken er først brun og dækket af rustrøde skæl, men senere bliver den gråbrun og glat. Knopperne er spredtstillede, kegleformede og rødbrune. Bladene er læderagtige og ægformede til elliptiske med fint takket, indrullet rand og langt udtrukket spids. Oversiden er grågrøn, mens undersiden er dækket af rustrøde skæl. 
Blomstringen sker i maj, hvor man kan finde blomsterne samlet i endestillede, bladbærende klaser. Blomsterne er regelmæssige og krukkeformede med hvide kronblade, der hver har en udadbøjet spids. Frugterne er kapsler.
Rodnettet er fintforgrenet og danner rodfilt. Planten er afhængig af mykorrhiza en én eller fler svampe. Bladene er giftige.
Højde x bredde og årlig tilvækst: 0,50 x 1,00 m (10 x 20 cm/år). 

## Hjemsted
Læderløv er udbredt i Nord- og Østasien, Nordamerika og Nord- og Østeuropa. 
I Danmark findes den kun som dyrket. Den er knyttet til fugtig og sur bund i fuld sol, og man finder den i højmoser og lyse fyrreskove. 
Ved Stevens Pond, nær Manchester i New Hampshire, USA, findes arten sammen med bl.a. alm. bregnepors, amerikansk knapbusk, amerikansk kermesbær, klatrevildvin, lav blåbær, mosepors, nedliggende bjergte, rundbladet sarsaparil, rynket gråel, smalbladet kalmia, storfrugtet blåbær, sumprose og virginsk vinterbær
| Portal | Portal:Botanik |

## Note
1. ↑  www.manchesternh.gov: Jen Drociak: ’’Stevens Pond Vegetation Inventory’’ (engelsk)